# Ермакова (Пермский край)
Ермакова — деревня в Кудымкарском районе Пермского края. Входит в состав Егвинского сельского поселения. Располагается на берегу реки Егва севернее от города Кудымкара. На севере граничит с деревней Мижуева. Расстояние до районного центра составляет 19 км. По данным Всероссийской переписи населения 2010 года, в деревне проживало 60 человек (27 мужчин и 33 женщины).

## История
До Октябрьской революции деревня Ермакова входила в состав Егвинской волости, а в 1927 году — в состав Шипицынского сельсовета. По данным переписи населения 1926 года, в деревне насчитывалось 13 хозяйств, проживало 76 человек (34 мужчины и 42 женщины). Преобладающая национальность — коми-пермяки.
По данным на 1 июля 1963 года, в деревне проживало 114 человек. Населённый пункт входил в состав Алековского сельсовета.